# Chrysopa pucayensis
Chrysopa pucayensis is een insect uit de familie van de gaasvliegen (Chrysopidae), die tot de orde netvleugeligen (Neuroptera) behoort. 
Chrysopa pucayensis is voor het eerst wetenschappelijk beschreven door Navás in 1929.